# 100 000 (číslo)
100 000 (sto tisíc) je přirozené číslo následující po číslu 99 999 a předcházející číslu 100 001. Ve vědecké notaci se zapisuje jako 10 5. Jde o první šesticiferné číslo.